# Лукавенко, Тамара Ивановна
Тамара Ивановна Лукавенко (род. 12 февраля 1949) — украинская советская деятельница, токарь Дебальцевского завода по ремонту металлургического оборудования Донецкой области. Депутат Верховного Совета СССР 9-го созыва.

## Биография
Родилась в семье рабочих. Образование среднее. В 1966 году окончила среднюю школу № 5 города Дебальцево Донецкой области.
С 1966 года — ученик токаря, с января 1967 года — токарь механосборочного цеха Дебальцевского завода по ремонту металлургического оборудования Донецкой области.
Член КПСС с 1971 года.
Затем — на пенсии в городе Дебальцево Донецкой области.

## Награды
- орден Трудового Красного Знамени
- медаль «За трудовую доблесть»
- медали